# لیگ جهانی والیبال ۱۹۹۵
لیگ جهانی والیبال ۱۹۹۵ ششمین دوره از رقابت‌های لیگ جهانی می‌باشد که از ۱۹ مه تا ۹ ژوئیه با حضور ۱۲ تیم برگزار شد. دور پایانی این دوره در ریو دو ژانیرو (اصلی) و بلو هوریزونته (کمکی)، برزیل برگزار شد.

## گروه‌بندی
| گروه A                                       | گروه B                             | گروه C                         |
| -------------------------------------------- | ---------------------------------- | ------------------------------ |
| برزیل · کوبا · اسپانیا · ایالات متحده آمریکا | بلغارستان · یونان · ایتالیا · هلند | چین · ژاپن · روسیه · کرهٔ جنوبی |

## دور نخست

### گروه A
| تیم                 | بازی | برد | باخت | ست برده | ست باخته | امتیاز |
| ------------------- | ---- | --- | ---- | ------- | -------- | ------ |
| برزیل               | ۱۲   | ۷   | ۵    | ۲۶      | ۲۱       | ۱۹     |
| کوبا                | ۱۲   | ۷   | ۵    | ۲۷      | ۲۲       | ۱۹     |
| اسپانیا             | ۱۲   | ۶   | ۶    | ۲۲      | ۲۶       | ۱۸     |
| ایالات متحده آمریکا | ۱۲   | ۶   | ۶    | ۲۰      | ۲۶       | ۱۸     |

### گروه B
| تیم       | بازی | برد | باخت | ست برده | ست باخته | امتیاز |
| --------- | ---- | --- | ---- | ------- | -------- | ------ |
| ایتالیا   | ۱۲   | ۱۰  | ۲    | ۳۲      | ۱۲       | ۲۲     |
| بلغارستان | ۱۲   | ۹   | ۳    | ۲۸      | ۱۷       | ۲۱     |
| یونان     | ۱۲   | ۳   | ۹    | ۱۴      | ۳۰       | ۱۵     |
| هلند      | ۱۲   | ۲   | ۱۰   | ۱۶      | ۳۱       | ۱۴     |

### گروه C
| تیم       | بازی | برد | باخت | ست برده | ست باخته | امتیاز |
| --------- | ---- | --- | ---- | ------- | -------- | ------ |
| روسیه     | ۱۲   | ۱۰  | ۲    | ۳۴      | ۱۲       | ۲۲     |
| کرهٔ جنوبی | ۱۲   | ۶   | ۶    | ۲۱      | ۲۴       | ۱۸     |
| ژاپن      | ۱۲   | ۴   | ۸    | ۱۸      | ۲۷       | ۱۶     |
| چین       | ۱۲   | ۴   | ۸    | ۱۸      | ۲۸       | ۱۶     |

## دور نهایی
|  | واجد شرایط برای حضور در رقابت نهایی    |
|  | واجد شرایط برای حضور در رقابت مکان سوم |

|      |           |          | مسابقات | مسابقات | ست‌ها | ست‌ها | ست‌ها  | امتیازها | امتیازها | امتیازها |
| رتبه | تیم       | امتیازها | برد     | باخت    | برد  | باخت | نسبت  | برد      | باخت     | نسبت     |
| ---- | --------- | -------- | ------- | ------- | ---- | ---- | ----- | -------- | -------- | -------- |
| ۱    | برزیل     | ۷        | ۳       | ۱       | ۱۱   | ۴    | ۲٫۷۵۰ | ۲۱۲      | ۱۵۶      | ۱٫۳۵۹    |
| ۲    | ایتالیا   | ۷        | ۳       | ۱       | ۱۰   | ۶    | ۱٫۶۶۷ | ۲۱۶      | ۱۸۲      | ۱٫۱۸۷    |
| ۳    | کوبا      | ۶        | ۲       | ۲       | ۸    | ۷    | ۱٫۱۴۳ | ۲۱۰      | ۱۷۷      | ۱٫۱۸۶    |
| ۴    | روسیه     | ۶        | ۲       | ۲       | ۷    | ۷    | ۱٫۰۰۰ | ۱۵۶      | ۱۷۴      | ۰٫۸۹۷    |
| ۵    | بلغارستان | ۶        | ۲       | ۲       | ۶    | ۸    | ۰٫۷۵۰ | ۱۶۹      | ۱۸۰      | ۰٫۹۳۹    |
| ۶    | کرهٔ جنوبی | ۴        | ۰       | ۴       | ۲    | ۱۲   | ۰٫۱۶۷ | ۱۱۲      | ۲۰۶      | ۰٫۵۴۴    |

### گروه بلو هوریزونته
- میزبان:  ماینیرینیو آرنا، بلو هوریزونته، برزیل

| تاریخ   |           | نتیجه |           | ست ۱  | ست ۲  | ست ۳  | ست ۴  | ست ۵  | مجموع |
| ------- | --------- | ----- | --------- | ----- | ----- | ----- | ----- | ----- | ----- |
| ۴ ژوئیه | ایتالیا   | ۳–۱   | کرهٔ جنوبی | ۱۵–۴  | ۱۲–۱۵ | ۱۵–۷  | ۱۵–۹  | -     | ۵۷–۳۵ |
| ۴ ژوئیه | کوبا      | ۳–۰   | روسیه     | ۱۵–۹  | ۱۵–۸  | ۱۵–۵  | -     | -     | ۴۵–۲۲ |
| ۴ ژوئیه | برزیل     | ۳–۰   | بلغارستان | ۱۵–۵  | ۱۵–۸  | ۱۵–۱۳ | -     | -     | ۴۵–۲۶ |
| ۵ ژوئیه | بلغارستان | ۳–۰   | کرهٔ جنوبی | ۱۵–۶  | ۱۵–۴  | ۱۵–۶  | -     | -     | ۴۵–۱۶ |
| ۵ ژوئیه | ایتالیا   | ۳–۰   | کوبا      | ۱۵–۱۳ | ۱۵–۱۰ | ۱۵–۹  | -     | -     | ۴۵–۳۲ |
| ۵ ژوئیه | برزیل     | ۳–۱   | روسیه     | ۱۵–۴  | ۱۳–۱۵ | ۱۵–۸  | ۱۵–۱۱ |       | ۵۸–۳۸ |
| ۶ ژوئیه | روسیه     | ۳–۰   | بلغارستان | ۱۵–۱۰ | ۱۵–۱۰ | ۱۵–۲  | -     | -     | ۴۵–۲۲ |
| ۶ ژوئیه | کوبا      | ۳–۱   | کرهٔ جنوبی | ۱۴–۱۶ | ۱۵–۶  | ۱۵–۶  | ۱۵–۶  |       | ۵۹–۳۴ |
| ۶ ژوئیه | ایتالیا   | ۳–۲   | برزیل     | ۱۵–۱۱ | ۱۰–۱۵ | ۱۵–۱۲ | ۱۰–۱۵ | ۱۵–۱۱ | ۶۵–۶۴ |

### گروه ریو دو ژانیرو
- میزبان:  جیناسیو دو ماراکانازینیو، ریو دو ژانیرو، برزیل

| تاریخ   |           | نتیجه |           | ست ۱  | ست ۲  | ست ۳  | ست ۴ | ست ۵  | مجموع |
| ------- | --------- | ----- | --------- | ----- | ----- | ----- | ---- | ----- | ----- |
| ۸ ژوئیه | بلغارستان | ۳–۲   | کوبا      | ۱۱–۱۵ | ۱۰–۱۵ | ۱۵–۱۳ | ۱۵–۸ | ۲۵–۲۳ | ۷۶–۷۴ |
| ۸ ژوئیه | روسیه     | ۳–۱   | ایتالیا   | ۵–۱۵  | ۱۶–۱۴ | ۱۵–۱۳ | ۱۵–۷ | -     | ۵۱–۴۹ |
| ۸ ژوئیه | برزیل     | ۳–۰   | کرهٔ جنوبی | ۱۵–۱۰ | ۱۵–۵  | ۱۵–۱۲ | -    | -     | ۴۵–۲۷ |

### رقابت‌های نهایی
- میزبان:  جیناسیو دو ماراکانازینیو، ریو دو ژانیرو، برزیل

#### بازی مکان سوم
| تاریخ   |      | نتیجه |       | ست ۱  | ست ۲  | ست ۳  | ست ۴  | ست ۵  | مجموع |
| ------- | ---- | ----- | ----- | ----- | ----- | ----- | ----- | ----- | ----- |
| ۹ ژوئیه | کوبا | ۳–۲   | روسیه | ۱۵–۱۳ | ۱۵–۱۰ | ۱۴–۱۶ | ۱۱–۱۵ | ۱۵–۱۳ | ۷۰–۶۷ |

#### نهایی
| تاریخ   |       | نتیجه |         | ست ۱  | ست ۲ | ست ۳ | ست ۴  | ست ۵ | مجموع |
| ------- | ----- | ----- | ------- | ----- | ---- | ---- | ----- | ---- | ----- |
| ۹ ژوئیه | برزیل | ۱–۳   | ایتالیا | ۱۲–۱۵ | ۱۵–۷ | ۹–۱۵ | ۱۲–۱۵ |      | ۴۸–۵۲ |

## رده‌بندی نهایی
| رتبه | تیم                 |
| ---- | ------------------- |
| 1    | ایتالیا             |
| 2    | برزیل               |
| 3    | کوبا                |
| ۴    | روسیه               |
| ۵    | بلغارستان           |
| ۶    | کرهٔ جنوبی           |
| ۷    | اسپانیا             |
| ۸    | ژاپن                |
| ۹    | یونان               |
| ۱۰   | ایالات متحده آمریکا |
| ۱۱   | چین                 |
| ۱۲   | هلند                |

| قهرمان لیگ جهانی ۱۹۹۵    |
| ------------------------ |
| · ایتالیا · پنجمین عنوان |

## جوایز

### جوایز دور نهایی
- بهترین امتیاز آورنده
  -  دیمیتری فومین
- بهترین اسپک زننده
  -  برناردو گیلسون
- بهترین سرویس زننده
  -  برناردو گیلسون
- بهترین دفاع کننده
  -  پاسکواله گراوینا

### جوایز دور نخست (دور مقدماتی)
- بهترین امتیاز آورنده
  -  رافائل پاسکال
- بهترین اسپک زننده
  -  اوسوالدو هرناندز
- بهترین سرویس زننده
  -  اولگ شاتونوف
- بهترین دفاع کننده
  -  لیوبومیر گانف